# 파워 일렉트릭 시스템
파워 일렉트릭 시스템(영어: Power Electric System, PE 시스템)은 전기자동차의 구동장치이다.

## 상세
PE시스템은 내연기관차의 엔진과 변속기의 역할을 전기차에서 수행한다. 1세대 PE시스템은 모터와 인버터가 분리되고 주황색 3상 케이블로 연결됐다. 2016년까지 쏘울 EV, 아이오닉 일렉트릭에 적용됐다. 2세대 PE시스템은 모터와 인버터를 일체형으로 구성하고 케이블과 커넥터가 사라졌다. 2017년부터 2019년까지 코나 일렉트릭, 니로 EV, 포터 일렉트릭, 봉고 EV에 적용됐다. 3세대 PE시스템은 모터와 인버터, 감속기 모두 일체형으로 구성됐다. 2020년 이후부터 아이오닉 5, EV6에 적용됐다.
3세대 PE시스템은 현대자동차그룹의 E-GMP 플랫폼에 적용됐다. 전륜과 후륜에 모터를 배치하여 4륜구동을 적용한다. 모터-인버터 하우징 일체화로 인버터 높이가 약 30mm 낮아졌다.

## 성능
| 구분          | 1세대          | 3세대           |
| ------------- | -------------- | --------------- |
| 효율성        | 90%            | 94%             |
| 출력 밀도     | 1.3kW/kg       | 3.0kW/kg        |
| 충전 시간     | 35분(400V)     | 18분(800V)      |
| 출력/최대속도 | 80kW/11,000rpm | 160kW/19,000rpm |